# 川口成彦
川口 成彦（かわぐち なるひこ、Naruhiko Kawaguchi、1989年4月29日 - ）は、日本のピアノ、フォルテピアノ、チェンバロ奏者。岩手県盛岡市出身、神奈川県横浜市育ち。

## 略歴
1989年に岩手県盛岡市で生まれ、横浜で育つ。聖光学院中学校・高等学校(横浜)を卒業後、東京藝術大学音楽学部楽理科を卒業。大学在学中に古楽器に出会い、先輩の勧めでフォルテピアノを中心とした古楽器による演奏活動を開始した。その後、同大学院修士課程古楽科に進学し、大学院アカンサス賞を得て首席修了。アムステルダム音楽院古楽科修士課程修了。在学中から東京芸大楽理科の先輩にあたる小林道夫との連弾での共演や声楽やポップスの伴奏などモダンピアノでも幅広い分野で活動している。
フォルテピアノでは若手古楽器奏者の登竜門であるブルージュ国際古楽コンクール最高位などの受賞歴があり、第3回ローマ・フォルテピアノ国際コンクールでは審査員を務めるなどフォルテピアノ奏者としても第一線で活動している。スペイン音楽に造詣が深く、フォルテピアノによるスペイン音楽の研究、日本初演に取り組んでいる。2018年に第1回ショパン国際ピリオド楽器コンクール第2位受賞により大きな注目を集めた。
第1回ショパン国際ピリオド楽器コンクール上位受賞者として第2回に招待演奏者として招かれ、藤倉大の新作を初演した。現在オランダヒルフェルスム在住。

## 受賞歴
- 2009年 - 第2回青少年のためのスペイン音楽ピアノコンクール第1位、最優秀スペイン音楽グランプリ
- 2013年 - ローマ・フォルテピアノ国際コンクール<M. クレメンティ賞>第1位
- 2014年 - 第27回国際古楽コンクール‹山梨›鍵盤楽器部門第2位
- 2015年 - ヘールフィンク国際フォルテピアノコンクール(オランダ)第3位
- 2016年 - ブルージュ国際古楽コンクールフォルテピアノ部門最高位(第2位、1位なし)、Outhere Music jury awards
- 2016年 - Stanley Hoogland Square Piano Award
- 2018年 - 第1回ショパン国際ピリオド楽器コンクール第2位[7]
- 2019年 - 第46回日本ショパン協会賞[8]
- 2021年 - 第31回日本製鉄音楽賞 フレッシュアーティスト賞[9]

## ディスコグラフィー
- ドゥシーク: 3つのピアノソナタ(2015年、Brilliant Classics[オランダ])
- シューベルト: さすらい人幻想曲, 四つの即興曲 D.899(2017年、Fuga Libera[ベルギー])
- バルトーク: 2台のピアノと打楽器のためのソナタ(2018年、MUSIS)
- ゴヤの生きたスペインより(2019年、MUSIS)
- ショパン: 夜想曲&小品集(2020年、ACOUSTIC REVIVE)
- 6.19 LIVE Chopin x Chopin(2020年、NYS classics)

## テレビ出演
- 『BS1スペシャル「ショパン・時の旅人たち　第一回国際ピリオド楽器コンクール」』（NHK BS1、2018年）